# 兴仁女贞
兴仁女贞（学名：Ligustrum xingrenense）是木犀科女贞属的植物。分布于中国大陆的云南、贵州等地，生长于海拔400米至1,600米的地区，常生长在山谷阴湿地、疏林中、灌丛和山顶，目前尚未由人工引种栽培。

## 形态特征
常绿灌木，高0.5-3米。枝圆柱形，当年生枝褐色或暗棕色，密被短柔毛，疏生皮孔，二年生枝褐色，被短柔毛，皮孔明显。叶片革质，卵形、卵圆形至卵状披针形或椭圆形，长1-5厘米，宽0.5-2.5厘米，先端锐尖、短渐尖或钝急尖，或微凹，基部楔形至近圆形，叶缘反卷，上面深绿色，有光泽，无毛，下面淡绿色，无毛，稀沿中脉略裤微柔毛，侧脉2-6对，连同中脉在上面明显凹入，下面凸起不明显，在近叶缘处连接；叶柄长2-5毫米，被微柔毛。圆锥花序顶生，长2-6厘米；花序轴直至果期均密被短柔毛；花梗长0-2毫米，近无毛；花萼长约1.5毫米，截形或具三角状齿；花的其余部分未见。果近球形或椭圆形，长5-6毫米，径3-5毫米；果梗长约1毫米。果期9月至翌年3月。